# Пређатело (Салерно)
Пређатело је насеље у Италији у округу Салерно, региону Кампанија.
Према процени из 2011. у насељу је живело 97 становника. Насеље се налази на надморској висини од 297 м.